# Bilbobus
Bilbobus è il servizio di autobus di trasporto urbano che opera nella città di Bilbao, in Spagna nei Paesi Baschi. Tre delle linee entrano nelle città di Arrigorriaga (linea 50), Barakaldo (linea 88) e Erandio (linea A7).
Il servizio prende il nome dal toponimo della città nella lingua basca.

## Dati del servizio
Bilbobus ha una flotta di 147 veicoli, 43 linee (35 diurne e 8 notturne) e nel corso del 2015 il numero di passeggeri trasportati è stato di 26,1 milioni, in aumento rispetto al 2014. La maggior parte dei viaggi sono effettuati per lavoro (44% ), secondo il consiglio comunale. Una media di 86.808 persone utilizzano il servizio in un giorno lavorativo, con l'ora di punta tra le 13:00 e le 14:00. La classificazione del servizio raggiunge notevolmente il 7,32 su 10 di voti, secondo i dati dei sondaggi condotti ai passeggeri; essendo le linee 10, 03, 27, A1 e G3 le più apprezzate. Il servizio notturno è il più votato dai viaggiatori (7,4).
La vendita dei biglietti copre il 30% del costo del servizio, il resto viene integrato dal Comune; Il 100% della flotta è adattato con un pianale ribassato; Il 70% dei clienti sono donne, prevalentemente dipendenti, tra i 30 ei 64 anni; la velocità media complessiva del servizio è stata di 14,7 km/h e i veicoli hanno percorso 6,31 milioni di km.
Bilbobus ha 516 fermate, il che significa che il 99,8% della popolazione si trova a meno di 300 metri da una di esse; È anche il mezzo di trasporto più economico della città, con Creditrans come metodo di pagamento più utilizzato (61,6%), mentre il biglietto occasionale è stato utilizzato solo dal 4,63% dei clienti.
Per linee, la più utilizzata è stata la linea 77 con 2.095.000 passeggeri, seguita da vicino dalla linea 56 con 1.953.000 clienti. Le linee 62 e 77 sono state quelle che hanno registrato il maggior incremento di viaggiatori. Il mese con il maggior numero di viaggiatori è stato marzo, con 2,63 milioni. Il numero massimo di viaggiatori è stato registrato nel 1995, con 32,5 milioni di viaggiatori.

## Trasporto pubblico a Bilbao
Bilbobus è attualmente gestito da Alsa e Pesa con il marchio BioBide. La multinazionale francese Veolia -che dopo aver vinto una gara municipale indetta dal Comune di Bilbao, ha assunto la direzione dal 1 agosto del 2008, a scapito di Tranporttes Colectivos S.A. (in precedenza TUGBSA, Transportes Urbanos del Gran Bilbao SA), una società che aveva fornito il servizio sin dalla sua creazione nel 1988, e in precedenza dai tempi dei tram, ma senza il nome municipale di "Bilbobus" ha ceduto la concessione del servizio alle società Alsa e Pesa, adducendo perdite economiche nell'esercizio del servizio negli anni precedenti. Da maggio 2012, BioBide gestisce il servizio.
Bilbobus è stato creato nel 1988 dal Comune, unificando l'intero servizio di trasporto urbano di Bilbao con lo stesso nome, sia gli autobus —di colore rosso, tipo TCSA— che i microbus —blu—, che fornivano un servizio più veloce di questi, con soste a richiesta del cliente, e senza possibilità di percorrenza a piedi. Il servizio è stato assegnato a Transportes Colectivos.
Sotto diversi nomi, TCSA fornisce da centotrenta anni servizi di trasporto collettivo urbano, sia con gli attuali autobus, sia con i vecchi minibus "blu", i filobus e i tram. Ha l'onore di aver avviato la prima attività di tram elettrici (1896 con la linea Bilbao Santurce), filobus (1940) e microbus (1960) da tutta la Spagna. Per i tram aveva una concessione perpetua, ma il nuovo tram è stato assegnato a Euskotren. Fino all'arrivo della metro, Transportes Colectivos ha avuto l'esclusività del trasporto urbano a Bilbao.
Dopo aver finalizzato il contratto di gestione con il Comune di Bilbao, ha partecipato alla gara pubblica per continuare a fornire il servizio insieme ad altre tre società (la multinazionale francese Veolia, la società catalana Sarbus e la UTE formata da Pesa, Gertek e CAF). Infine, è stato Veolia che è riuscito a rilevare la gestione di Bilbobus, presentando l'offerta più conveniente Dopo un periodo di incertezza, in cui TCSA ha resistito alla perdita della concessione, rivedendola e chiedendone la sospensione cautelare, il passaggio avviene, come previsto, il 1 agosto, 2008 senza alcun danno per gli utenti.
I bilbobus sono facilmente riconoscibili perché sono interamente rossi, con la scritta Bilbobus a grandi lettere bianche e la B —caratteristica del Comune di Bilbao— sulle porte. In origine gli autobus erano bianchi con strisce rosse e lettere blu, con la scritta BILBOBUS, come quella nella foto a fianco. Nell'ottobre 2013 è stata concessa per la prima volta dalla nascita di Bilbobus, tramite gara pubblica, la licenza per lo sfruttamento degli spazi pubblicitari esterni per l'intera flotta. La società basca COMUNITAC ha ottenuto il diritto di gestire questi spazi per 4 anni in cambio del pagamento di un canone di 470.000 euro all'anno.

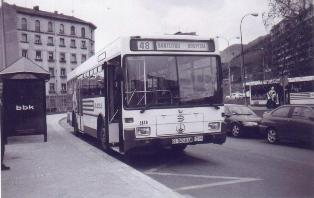
Mercedes 0-405 con la decorazione originale

Fa parte di un'ampia rete di trasporti gestita dal governo basco e dalla Diputación Foral de Vizcaya, che comprende Bizkaibus, la metro, il servizio dei tram e Euskotren, nonché del Ponte di Vizcaya o della Funicolare di Artxanda. Tutti questi sono collegati attraverso il Vizcaya Transport Consortium.
La rappresentanza dei lavoratori è esercitata da sei confederazioni sindacali, che sono: UGT, USO, CCOO, LAB, ELA e SIC.

## Linee
Il servizio diurno ha 28 linee operanti in città. Sei linee più piccole (con minibus o bus Mercedes Benz Citaro K da 9m o 10,5m) che collegano la città con la periferia e circolano attraverso strade strette.
Ogni linea ha i suoi orari, ma i servizi generalmente iniziano tra le 5:30 e le 7:00. L'ultimo servizio parte, in genere, tra le 22:00 e le 24:00, l'ultima è la linea 03. Le unità di solito attraversano le fermate abbastanza frequentemente (10-15 minuti in generale), a seconda delle linee.
Le linee sono le seguenti:
| Numerazione linea | Percorso linea                  | Frequenza dei giorni lavorativi | Durata approssimata del viaggio | Tipo/i del/i veicolo/i                                 |
| ----------------- | ------------------------------- | ------------------------------- | ------------------------------- | ------------------------------------------------------ |
| 01                | Arangoiti - Plaza Biribila      | 15´                             | 20'                             | Serie: 600, 750, 900                                   |
| 03                | Plaza Biribila - Otxarkoaga     | 10´                             | 15'                             | Serie: 250, 400, 600, 700 y 750                        |
| 10                | Elorrieta - Plaza Biribila      | 15´                             | 25'                             | Serie: 250, 700 y 750                                  |
| 11                | Deusto - Atxuri                 | 30´                             | 20'                             | Serie: 900                                             |
| 13                | San Inazio - Txurdinaga         | 15´                             | 55'                             | Serie: 250, 600 y 750                                  |
| 18                | San Inazio - Zorrotza           | 20´                             | 40'                             | Serie: 250, 600, 700 y 750                             |
| 22                | Sarrikue - Atxuri               | 20´                             | 20'                             | Serie: 900                                             |
| 27                | Arabella - Betolatza            | 15´                             | 40'                             | Serie: 250, 600 y 750                                  |
| 28                | Uribarri - Altamira             | 20´                             | 35'                             | Serie: 900                                             |
| 30                | Txurdinaga - Miribilla          | 15´                             | 35'                             | Serie: 250, 600 y 750                                  |
| 34                | Otxarkoaga - Santutxu           | 30´                             | 15'                             | Serie: 900                                             |
| 38                | Otxarkoaga - Intermodal         | 15´                             | 45'                             | Serie: 400, 600, y 750                                 |
| 40                | La Peña - Plaza Biribila        | 20´                             | 25' (Andata) / 30' (Ritorno)    | Serie: 600, 750 y 900                                  |
| 43                | Garaizar - Santutxu             | 30´                             | 15'                             | Serie: 900                                             |
| 48                | Santutxu - Lezeaga              | 20´                             | 45'                             | Serie: 250, 400, 600 y 750                             |
| 50                | Buia - La Peña                  | 30´                             | 10'                             | Serie: 900                                             |
| 55                | Mina del Morro - Miribilla      | 60'                             | 25'                             | Serie: 550, 900                                        |
| 56                | La Peña - Jesusen Bihotza       | 10´                             | 25'                             | Serie: 250, 400, 600, 700 y 750                        |
| 57                | Miribilla - Ospitalea           | 60'                             | 25´                             | Serie: 900                                             |
| 58                | Mintegitxueta - Atxuri          | 15´                             | 40'                             | Serie: 250, 400, 600 y 900                             |
| 62                | Jesusen Bihotza - Arabella      | 20´                             | 25'                             | Serie: 250, 700, y 750. A volte si rinforza con un 900 |
| 71                | Miribilla - San Inazio          | 20´                             | 45'                             | Serie: 250, 400, 600 y 750                             |
| 72                | Larraskitu - Castaños/Gazteleku | 15´                             | 30'                             | Serie: 400, 600 y 750                                  |
| 75                | San Adrián - Atxuri             | 15´                             | 25'                             | Serie: 250, 600 y 750                                  |
| 76                | Artazu/Xalbador - Moyúa         | 20´                             | 25'                             | Serie: 400, 600, y 750                                 |
| 77                | Peñascal - Mina del Morro       | 12´                             | 35'                             | Serie: 250, 400, 600, 700 y 750                        |
| 85                | Zazpilanda - Atxuri             | 20´                             | 35'                             | Serie: 250, 400, 600, 700 y 750                        |
| 88                | Kastrexana - Indautxu           | 60´                             | 25'                             | Serie: 900                                             |

### "Auzolineak" (fermate per quartiere)
Il suo distintivo è "A". Sono per lo più offerti da microbus. Collega i quartieri con i quartieri più importanti, e quindi con altre linee Bilbobus o altri mezzi di trasporto o con il centro di Bilbao.
| Numrazione linea | Percorso linea                           | Frequenza dei giorni lavorativi | Durata approssimata del viaggio | Tipo/i del/i veicolo/i    |
| ---------------- | ---------------------------------------- | ------------------------------- | ------------------------------- | ------------------------- |
| A1               | Asunción - Plaza Biribila                | 60´                             | 25'                             | Serie 900.                |
| A2               | Solokoetxe - Plaza Biribila              | 30´                             | 10'                             | Microbus                  |
| A3               | Olabeaga - Moyúa                         | 20´                             | 10'                             | Serie 550, 900 o Microbus |
| A4               | Zorrotzaurre - Deustu                    | 30´                             | 10'                             | Serie 250, 600, 750 e 900 |
| A5               | Prim - Plaza Biribila                    | 30´                             | 10'                             | 720, 900 o Microbus       |
| A6               | Arangoiti - Deusto                       | 15´                             | 10'                             | Serie 900.                |
| A7               | Artxanda - Arenal                        | 60'                             | 45' (Andata) / 15' (Ritorno)    | Serie 250, 600 o 750.     |
| A8               | San Justo - Ametzola                     | 60´                             | 20'                             | Microbus.                 |
| A9               | Abando - Hospital Santa Marina Ospitalea | 60´                             | 20'                             | Serie 250, 600 e 750      |

### "Gautxori" (Servizi Notturni)
Il distintivo è "G". Il servizio è attivo tutte le notti e il venerdì dalle 23:00 alle 2:00, e il sabato dalle 23:00 alle 7:00 Tutte le linee Gautxori accettano solo pagamento da parte di Creditrans o Gizatrans e non pagamento del biglietto in contanti.
| Numerazione linea | Percorso linea                        | Frequenza | Tipo/i del/i veicolo/i         |
| ----------------- | ------------------------------------- | --------- | ------------------------------ |
| G1                | Arabella - Plaza Biribila             | 30´       | Serie 900.                     |
| G2                | Otxarkoaga - Plaza Biribila           | 30´       | Serie 250, 400, 600, 700 e 750 |
| G3                | Larraskitu - Plaza Biribila           | 30´       | Serie 250, 400, 600, 700 e 750 |
| G4                | Abusu - Plaza Biribila                | 30´       | Serie 250, 400, 600, 700 e 750 |
| G5                | San Adrián/Miribilla - Plaza Biribila | 30´       | Serie 250, 400, 600, 700 e 750 |
| G6                | Altamira/Zorrotza - Plaza Biribila    | 30´       | Serie 250, 400, 600, 700 e 750 |
| G7                | Mina del Morro - Plaza Biribila       | 30'       | Serie 250, 400, 600, 700 e 750 |
| G8                | Arangoiti - Plaza Biribila            | 30´       | Serie 250, 400, 600, 700 e 750 |

### Servizi speciali
- Semana Grande: autobus Gautxori per tutta la notte, tutti i giorni che durano i festeggiamenti. Il biglietto è pagato solo da Barik.
- Partite di calcio: nei giorni in cui le partite terminano dopo le ore 22:00, il servizio delle linee 28 (in entrambe le direzioni), 38, 56, 57 e 62 è esteso.
- Partite di basket: nei giorni delle partite alla Bilbao Arena, la linea E7 collega la Stazione dei treni di Abando e il Palazzo dello Sport. Viene aggiunta anche una fermata alle linee 30, 71, 75 e 76.
- Partite di palla a mano: nei giorni delle partite al Frontón de Bilbao, la linea E2 collega la stazione di Abando al Frontón Bizkaia.

### Linee interrotte (o non più esistenti)
| Linea | Percorso                          | Date di funzionamento                                 |
| ----- | --------------------------------- | ----------------------------------------------------- |
| 08    | Siete Campas - Plaza España       | 1988 1990 (fusionata con la linea 85 Hospital-Atxuri) |
| 16    | San Ignacio - Indautxu            | 1988 1995 (rimossa per la metro)                      |
| 26    | Uribarri - Sagrado Corazón        | 1988 199? (si allarga per la feria delle mostre)      |
| 26    | Uribarri - Feria de Muestras      | 199? 199? (porta alla Termibus)                       |
| 26    | Uribarri - Termibus               | 199? 2013 (si accorcia a San Mamés)                   |
| 26    | Uribarri - San Mamés              | 2013 2015 (si aggrega alla linea 80)                  |
| 40    | Santutxu - Plaza España (directo) | 1995 1997 (rimossa per la metro)                      |
| 46    | Santutxu - Plaza Campuzano        | 1997 2000 (rimossa per la metro)                      |
| 80    | Monte Caramelo - Plaza España     | 1988 1990 (aggregata alla linea 08)                   |
| 80    | Altamira - Termibus               | 2005 2015 (si aggrega alla linea 26)                  |
| A7    | Larreagaburu - Solokoetxe         | 2006 2008 (rimossa per mancanza di passeggeri)        |

## Tariffe e biglietti
| Tipo di biglietto                                                   | Costo nel 2024   | Costo nel 2011 |
| ------------------------------------------------------------------- | ---------------- | -------------- |
| Biglietto Ordinario                                                 | 1,35 €           | 1,20 €         |
| Creditrans Barik                                                    | 0,33 €           | 0,57 €         |
| Gizatrans Barik (+65 anni, pensionati, persone con problemi fisici) | 0,16 €           | 0,28 €         |
| Hirukotrans F20 (famiglia numerosa categoria generale)              | 0,24 €           | 0,45 €         |
| Hirukotrans F50 (famiglia numerosa categoria speciale)              | 0,16 €           | 0,28 €         |
| Bilbotrans (disoccupati, affiti bassi, persone in sedia a rotelle)  | 0,16 €           | 0,28 €         |
| Gazte Bio (minori di 26 anni residenti in Bizkaia)                  | Mensile: 16,50 € | -              |
| Trasferimento in meno di 45 minuti da un autobus a un altro         | 0,00€            | 0,00 €         |

### Gazte Bio
Il voucher mensile Gazte Bio è un biglietto consortile e, al momento, per l'uso privato di ciascuna istituzione negli operatori di sua responsabilità, ovvero Bilbobus e Funicular de Artxanda per il Comune di Bilbao. È valido solo per i minori di 26 anni e registrati in qualsiasi comune del territorio storico di Biscaglia. Consente di effettuare un numero illimitato di viaggi per 30 giorni consecutivi dalla data di acquisto, verso qualsiasi destinazione su Bilbobus e Funicular de Artxanda. Per avere il bonus mensile Gazte Bio, devi avere una carta Barik personalizzata (con una foto, è personale e non può essere utilizzata da un'altra persona) e presentare il modulo di registrazione per dimostrare di essere registrato in Vizcaya.
Il biglietto occasionale viene acquistato dall'autista, mentre i voucher vengono erogati presso gli stand di vendita e informazione Bilbobus, situati in Gran Vía/Plaza Circular, Arenal di fronte a l'Arriaga, Deusto (Piazza San Pedro) e Recalde. Allo stesso modo, presso l'ufficio del servizio clienti, situato in Via Licenciado Poza N. 8.

### Bilbotrans
È una carta che permette di utilizzare il Bilbobus con una tariffa speciale. Questa è una tariffa sociale scontata concessa dal Comune di Bilbao. Per questo motivo è rivolto a persone registrate a Bilbao e la tariffa speciale è solo per Bilbobus. L'aiuto è previsto per quelle persone che si trovano in una delle seguenti situazioni presentando in ogni caso la seguente documentazione:
- Beneficiari del Reddito Garanzia del Reddito (RGI) Modulo di richiesta della tessera che viene fornita nell'Area Circolazione e Trasporti, nei Comuni o presso l'Ufficio Assistenza Clienti:
- Fotocopia della propria carta d'indentità (anche straniera) o di un passaporto.

- Buono per l'iscrizione alla Villa de Bilbao

- Fotocopia del sussidio aggiornato al Reddito di Base, che include i beneficiari.

- Fotografia attuale formato tessera di tutti i richiedenti con indicazione di nome e cognome sul retro

- In una situazione di disoccupazione di lunga durata:
- Fotocopia della propria carta d'indentità (anche straniera) o di un passaporto.

- Foto formato tessera attuale.

- Certificato di registrazione come disoccupato (che mostra che sei stato registrato negli ultimi 18 mesi e non hai lavorato per più di 6 mesi negli ultimi 12 mesi).

- Attestato di vita lavorativa rilasciato dalla Previdenza Sociale.

- Se la persona è coniugata, Attestato Patrimoniale e Reddito, di entrambi i coniugi, rilasciato dalla Hacienda Foral (Camino Capuchinos, 2 e 4 Fiera dei Campioni.

- Documento che accredita il reddito di entrambi i coniugi.

- Se la persona in situazione di disoccupazione di lunga durata è single, vedova o separata, oltre a quanto sopra, deve presentare: Attestato di Stato Civile (Nel Registro Civile, Barroeta Aldamar 10, dove viene rilasciato Attestato di Vita e Stato; è necessario recarsi muniti di carta d'indentità (anche straniera) o di un passaporto in cui compare come indirizzo il comune di Bilbao e se Bilbao non compare, oltre alla carta d'identità, deve essere portato un certificato di registrazione a Bilbao).

Documento che accredita il reddito del richiedente.
- Persone con disabilità tra il 33% e il 65%:
- Fotocopia della propria carta d'indentità (anche straniera) o di un passaporto.

- Foto formato tessera attuale.

- Documento che accredita il reddito del richiedente.

- Modulo di registrazione del richiedente.

- Certificato di patrimonio e reddito, del richiedente. (Tesoreria Forale – Camino Capuchinos, 2 e 4 – Fiera).

- Certificato ufficiale di invalidità. Tra il 33 e il 65%.

- Nel caso in cui non si faccia un Conto Economico: Certificato del Tesoro di mancata presentazione.

- Pensionati sotto i 65 anni di età.
- Fotocopia della propria carta d'indentità (anche straniera) o di un passaporto.

- Foto formato tessera attuale.

- Se il pensionato è sposato, deve presentare anche:

- Attestato Patrimoniale e Reddito di entrambi i coniugi, rilasciato dall'Erario Provinciale (Camino Capuchinos, 2 e 4 Fiera).

- Se uno dei coniugi ha meno di 65 anni, un documento comprovante lo stato lavorativo del coniuge minorenne, mediante certificato rilasciato dalla Previdenza Sociale.

- Documento attestante l'aggiornamento della pensione, di entrambi i coniugi, mediante Attestato rilasciato dall'Ufficio di Previdenza Sociale corrispondente alla circoscrizione.

Se il pensionato è single, vedovo o separato, oltre al primo, deve presentare:
- Certificato di accreditamento dello Stato Civile (Nel Registro Civile, Barroeta Aldamar 10, dove viene rilasciato Fe de Vida y Estado; è necessario recarsi con un DNI in cui compare come indirizzo il comune di Bilbao e, se Bilbao non compare, è necessario portare con sé, oltre al DNI, il certificato di registrazione a Bilbao).

- Attestato di Patrimonio e Reddito, rilasciato dall'Erario Provinciale (Camino Capuchinos, 2 e 4 Feria de Artistas).

- Documento di accredito della pensione aggiornata, rilasciato dall'ufficio di Previdenza Sociale corrispondente al tuo distretto.

- Nei casi in cui la persona vedova abbia meno di 65 anni, un documento attestante la situazione lavorativa rilasciato dalla Previdenza Sociale.

- Nei casi in cui la persona è separata, fotocopia della sentenza del tribunale e dell'accordo normativo.

La documentazione deve essere presentata di persona a:
- Area Circolazione e Trasporti

Plaza Ernesto Erkoreka nº12.
Dal lunedì al venerdì dalle 9:00 alle 14:30
- Consejos de Distrito
- Oficina de Atención al Cliente

Indirizzo: Licenciado Poza, 8 (Angolo con Telesforo Aranzadi)
Programma:
Dal lunedì al venerdì: 7:30-20:00
Sabato: 9:00-20:00
Domenica e festivi: 9:00-14:00

## Caratteristiche degli autobus
La flotta è composta da 153 veicoli, che nel 2012 hanno percorso più di 6.427.000 chilometri. Hanno tutti un ponte inferiore più basso, quindi sono adattati per persone con mobilità ridotta e dispongono di pannelli elettronici all'interno per segnalare la prossima fermata, la temperatura, la data e l'ora. Alle fermate più trafficate ci sono schermate informative per i passeggeri sul tempo di attesa per l'autobus successivo (ce ne sono 128), per le quali viene utilizzato il dispositivo GPS integrato in ogni veicolo. Inoltre, i veicoli hanno incorporate delle telecamere di sorveglianza sia per prevenire situazioni di violenza all'interno dell'autobus, sia per registrare il percorso del veicolo e poter così rilevare possibili punti conflittuali che causano ritardi (auto in doppia fila, container mal posizionati, strade strette, ecc.). Inoltre, gli autobus includono altoparlanti che annunciano le fermate nel caso in cui i non vedenti viaggino nel veicolo.
Nel 1992 entrano a far parte della flotta le prime unità a pianale ribassato (Van Hool A-300); A titolo di curiosità, questi veicoli, dal Belgio, hanno partecipato alle Olimpiadi di Barcellona 92, trasferendo persone disabili nei luoghi in cui si sono svolti i giochi.
Nell'anno 1996 furono incorporate le prime unità dotate di aria condizionata, modello MAN NL 202.
L'età media della flotta è di circa sei anni, ed è composta dai seguenti modelli di autobus:
| Modello                          | Casa di costruzione | Serie         | Caratteristiche-Prestazioni | Anno                     |
| -------------------------------- | ------------------- | ------------- | --- | ------------------------ |
| Mercedes Benz Sprinter 413 cdi   | UNVI Cidade         | 1 a 8         | Aria condizionata, parzialmente ribassato con rampa, inginocchiato, segnalatore acustico di arresto per non vedenti, segnaletica elettronica; minibus. Ritiri dal servizio. La linea 4 o 7 si attiva solo in casi di estrema necessità | 2003/2009                |
| Mercedes Benz Sprinter city 65   | Mercedes-Benz       | 9 a 11        | Aria condizionata, pavimento parzialmente ribassato con rampa, segnalatore acustico e ottico per non vedenti o ipoacusici, segnaletica elettronica; minibus. | 2017                     |
| MAN NL 273                       | Hispano             | 250           | Aria condizionata, piano ribassato con rampa, inginocchiato, segnalatore acustico di fermata per non vedenti, segnaletica elettronica. In corso di sostituzione | 2007/2008                |
| MAN                              | Lion's City         | 250           | Aria condizionata, piano ribassato con rampa, inginocchiato, segnalatore acustico di fermata per non vedenti, segnaletica elettronica. In corso di sostituzione | 2008/2009                |
| Scania N280UB4X2                 | Castrosua           | 400           | Aria condizionata, pianale ribassato con rampa, inginocchiamento, segnaletica elettronica, sistema di riammissione dei gas di scarico Scania EGR, conforme alla normativa EEV. In corso di sostituzione | 2011                     |
| MAN NM 223                       | Hipsano Habit       | 550 (9 metri) | Aria condizionata, pianale ribassato con rampa, inginocchiato, segnalatore acustico di arresto per non vedenti, segnaletica elettronica; Ritirati, ma in garage | 2001/2009                |
| MAN NM 223                       | Burillo             | 550 (9 metri) | Aria condizionata, pavimento ribassato con rampa, inginocchiato, segnalatore acustico di fermata per non vedenti, segnaletica elettronica, riscaldamento con radiatore ad acqua. Ritirati, ma in garage | 2010/2012                |
| Mercedes Benz Citaro C2          | Mercedes            | 600           | Aria condizionata, pianale ribassato con rampa, inginocchiamento, segnaletica elettronica, normativa europea Euro VI, che prevede per tutte le nuove immatricolazioni una riduzione degli ossidi di azoto dell'80% e della massa delle particelle del 66%. | 2014/2015/2016           |
| Irizar i2e                       | Irizar              | 700           | Aria condizionata, piano ribassato con rampa, inginocchiato, segnaletica elettronica, 100% elettrico. | 2016/2018                |
| Solaris Urbino 12                | Solaris             | 720           | Aria condizionata, piano ribassato con rampa, inginocchiato, segnaletica elettronica, 100% elettrico. Pannello comandi touch, ampia illuminazione interna ed esterna, più misure di soccorso per portatori di handicap. | 2020                     |
| Solaris Urbino 8.9               | Solaris             | 730           | Aria condizionata, piano ribassato con rampa, inginocchiato, segnaletica elettronica, 100% elettrico. Pannello comandi touch, luminosità, aiuto per portatori di handicap. | 2020                     |
| Mercedes Benz Citaro Hybrid      | Mercedes            | 750           | Questi veicoli ibridi sono lunghi 12 metri e hanno tre porte, senza gradino sulla terza porta, pulsanti con scritta in Braille e un dispositivo di avviso acustico e ottico. Sono dotati di sistema inginocchiato o inginocchiato per facilitare l'accesso, e rampa elettrica Hübner e rampa manuale sovrapposta per PMRSR alla porta centrale, con striscia led integrata, gli autobus hanno due spazi permanenti riservati alle sedie a rotelle. | 2018/2019/2020/2021/2022 |
| Volvo 7900 Hybrid                | Volvo               | 750           | Il veicolo ibrido Volvo 7900. Veicolo di prova, di proprietà di Volvo. | 2017                     |
| Mercedes Benz Citaro C2 modelo K | Mercedes            | 900           | Aria condizionata, pianale ribassato con rampa, inginocchiamento, segnaletica elettronica, normativa europea Euro VI, che prevede per tutte le nuove immatricolazioni una riduzione degli ossidi di azoto dell'80% e della massa delle particelle del 66%. Misurano 10,5 metri di lunghezza. | 2017/2018/2019           |
| Mercedes Benz Citaro Hybrid K    | Mercedes            | 900           | Sono lunghi 10,5 metri e hanno due ante, pulsanti con scritta in Braille e un dispositivo di segnalazione acustica e ottica. Sono dotati di sistema inginocchiato o inginocchiato per facilitare l'accesso, e rampa elettrica Hübner e rampa manuale sovrapposta per PMRSR alla porta centrale, con striscia led integrata, gli autobus hanno due spazi permanenti riservati alle sedie a rotelle.                                                 | 2020/2021/2022           |
| Irizar ie tram                   | Irizar              | 700           | Autobus di 12 metri sviluppato da Irizar e-mobility nella città di Aduna. Porta anteriore a ribalta a un'anta, sedili antivandalici, telecamere per la retromarcia, inginocchiato, 100% elettrico, design tram. | 2022                     |
| Karsan e-atak                    | Karsan              | 20            | Aria condizionata, piano ribassato con rampa, inginocchiato, segnaletica elettronica, 100% elettrico. Pannello comandi touch, luminosità, aiuto per portatori di handicap. | 2022                     |

## Autobus ritirati ma svolgono altre funzioni
| Modello           | Casa di costruzione | Serie | Caratteristiche-Prestazioni | Anno      |
| ----------------- | ------------------- | ----- | --- | --------- |
| Mercedes 0-405 N2 | Hispano VÖV II      | 800   | Aria condizionata, piano ribassato con rampa, inginocchiato, insegna elettronica. Rimane solo l'unità con il numero 836, adibita ad aula mobile.                                  | 1998/1999 |
| Mercedes 0-530    | Citaro              | 1039  | Aria condizionata, piano ribassato con rampa, inginocchiato, segnalatore acustico di fermata per non vedenti, segnaletica elettronica. Utilizzato per l'istruzione del conducente | 2005      |

## Bilbao City View (autobus turistico)
Attualmente è costituito da una flotta di due autobus, ciascuno con due piani convertibili, fa anche parte di Bilbobus. Questo è un servizio Hop On Hop Off a cui puoi accedere per 24 ore dopo la convalida del biglietto. La fermata di partenza è davanti al Guggenheim Museum. ''Gli autobus sono due Volvo B9-TL Unvi Urbis a due piani, parte della serie 100 di Biobide'''. Anche se non sono gestiti da Bilbobus ma dalla stessa Biobide.
Dal 1 giugno al 30 settembre gli orari di partenza sono: 10:30, 11:00, 11:30, 12:00, 12:30, 13:00, 13:30, 14:00, 14:00.30, 3 :00 pm, 15:30, 16:00, 16:30, 17:00, 17:30, 18:00, 18:30, 19:00 e 19:30 Il resto dell'anno gli orari di partenza sono: 10:30, 11:30, 12:30, 13:30, 14:30, 15:30, 16:30, 17:30, 18:30 e 19:30.
Questo autobus ha le seguenti fermate lungo il percorso:
- Guggenheim Bilbao 6131 Mazarredo / Guggenheim
- San Mames 8136 San Mames
- Museo Marittimo Euskalduna 6217 Jesusen Bihotza 1
- Museo delle Belle Arti del Parco Casilda Iturrizar 6206 Gran Vía 43
- Azkuna Zentroa 6226 Urquijo / Bizkaia Pl.
- Gran Vía, 7 6113 Gran Vía 7
- Teatro Arriaga 5102 Arenal / Arriaga
- Casco Viejo Seven Streets 5106 Ribera / Merkatua
- Municipio / Udaletxea 2108 Ernesto Erkoreka / Udaletxea
- Zubizuri 2105 Campo Volantín 23
- Università di Deusto Passerella 1427 Unibetsitate 24v